# Merel Freriks
Merel Freriks, née le 6 janvier 1998 à Hoofddorp, est une joueuse internationale néerlandaise de handball, évoluant au poste de pivot au Brest Bretagne Handball depuis la saison 2022-2023.

## Biographie
Le 28 octobre 2017, elle fait ses débuts en équipe nationale. Avec les Pays-Bas, elle remporte une médaille de bronze au championnat d'Europe 2018 puis devient Championne du monde en 2019. Elle remporte le championnat d'Allemagne en 2021 avec le Borussia Dortmund. En 2022, le club finit 2e du championnat allemand.

## Palmarès

### Sélection nationale
Championnats du monde
- vainqueur du Championnat du monde 2019

Championnats d'Europe
- troisième du Championnat d'Europe 2018

### En club
Compétitions nationales
- vainqueur du Championnat d'Allemagne en 2021 (avec Borussia Dortmund)
  - vice-championne en 2022 (avec Borussia Dortmund)